# 顧紀筠
顧紀筠（英語：Priscilla Ku Kei Kwan，1962年8月28日—），籍貫上海，綽號「顧老闆」，香港前女演員、主持人，曾任香港足球總會市務及傳訊委員會成員。其「顧老闆」的綽號來自藝人同事給她的稱呼。

## 背景
顧紀筠早年居於香港島麥當勞道，家有一名較她小八歲的胞弟。11歲時因做鞋廠生意的父親生意失敗和投資失利而遷居香港仔田灣徙置區，曾在該區的一所天台小學瑪大肋納嘉諾撒學校讀書。她的父親之後轉到顧紀筠姑丈的黃竹坑廠房當廠長，母親則於澳洲工作。其名字「紀筠」為「紀溫」的諧音，因為她出生時正值颱風溫黛吹襲香港，家人藉此來紀念「溫黛」。她就讀中學期間曾演唱民歌。在17歲那年中五畢業後，先在胡楓位於旺角的影片發行公司任職文員，再到珠寶批發行任職銷售員，為時一年。1980年，顧紀筠正式加入麗的電視（亞洲電視前身），主要任主持。其餘時間花在於大一藝術設計學院進修三年制珠寶櫥窗設計課程。亦修讀過澳門大學工商管理課程。又會打理自己的廣告製作與珠寶訂製公司業務。往後在美國修讀為期半年的珠寶鑑證課程。顧之所以在幕前發展源於她於1980年4月參加麗的電視為期三個月的「慧眼識新星」藝員訓練班時，由於表現出色，結果在同年7月的簽約儀式中與李秉鏜、莫少聰、倪詩蓓、方珍妮等學員一同被簽為麗的旗下藝人。她一直留在麗的電視其及後亞洲電視至1998年才轉投無綫電視。此前於亞洲電視主持節目之外，也曾演出少量亞視和香港電台劇集。其首部參演的電視劇是《驟雨中的陽光續集》。當時黎小田認為顧的歌喉不錯，於是向電視台高層推薦她與林國雄合唱《驟雨中的陽光續集》插曲；然而最終未能成事。及後在1983年轉簽節目部頭主持合約，以主持體育節目為主。1987年在香港理工學院進修勞工法例相關課程。至1988年，顧紀筠移民加拿大，1989年一度居於當地，且入職加拿大中文電視台。但礙於該處工資太低，因此與兒子一同回港生活。1990年重返亞洲電視，而且簽了兩年主持兼演員合約，主力主持與世界盃及其他體育賽事有關的節目。而於無綫電視工作後，開始為人所熟悉，多於大型節目中與曾志偉等拍檔擔任主持工作。在2003年再婚後，顧淡出娛樂圈，並在珠寶業發展。於珠寶界發展的原因出於自小受喜歡戴首飾姑媽耳濡目染。她曾在2001年出版散文集《給親愛的 關於成長的70封信》。另外還有九本著作。2020年復出為互聯網媒體平台NEW TV主持節目《顧老闆‧請客》。

## 其他資料
顧紀筠在1989年創下藝人在電視史上演出580個節目的紀錄。於1988年主持漢城奧運會節目期間，無綫電視總經理鄭君略曾代表無綫電視邀請她跳槽；最後顧因覺得做生不如做熟，便婉拒了鄭的好意。2000年，中建電訊集團附屬機構CCT數碼資訊推出由顧紀筠親自主理的ecmind.com，內容主要圍繞在「顧紀筠自在天地」部分分享其內心世界和看法。

## 家庭生活
顧紀筠共有二段婚姻。她於1986年與龍厚殷成婚，於1986年產下一子。其丈夫從事資訊科技業。卻在1989年因放不下香港的事業基礎，加上與在加拿大生活的丈夫長期分隔兩地而決定分居，1997年才正式離婚。她分居後未幾計劃於1992年與新任男友共諧連理。直至2003年，顧再度結婚，嫁給美國思科系統全球高級副總裁兼大中華區董事長陳仕煒。婚後翌年全面投身商界至今。此外，她除了育有一名親生兒子、一名繼女和一名繼子陳浚霆外，還透過保良局領養了兩名孤兒和助養了四名兒童。

## 演出作品
*以下列表只記錄顧紀筠演出過的影視作品，若有遺漏，請協助補充相關資料。

### 電視劇（麗的電視／亞洲電視）
| 首播   | 名稱                 | 角色            | 備註 |
| 1980年 | 驟雨中的陽光續集     | Sue             |      |
| 1981年 | 浴血太平山           | 周亞蓮          |      |
| 1981年 | 再會太平山           | 周亞蓮          |      |
| 1981年 | 阿拉担梯             | 馮慧珠 （Rosa） |      |
| 1982年 | 愛情跑道             |                 |      |
| 1982年 | 天梯                 | 小偷            |      |
| 1982年 | 凹凸神探             | Angel           |      |
| 1989年 | 皇家檔案II之折翼天使 | Amy             |      |

### 電視劇（無綫電視）
| 首播   | 名稱         | 角色          | 備註             |
| 1999年 | 雙面伊人     | Dr. Ho        |                  |
| 2000年 | 妙手仁心II   | 溫美君        |                  |
| 2002年 | 洛神         | 劉惜惜        |                  |
| 2005年 | 學警雄心     | 高慧君（Ann） |                  |
| 2007年 | 廉政行動2007 | Nora Cheung   | 單元三：億萬信用 |

### 電影
- 1981年：大力小水手
- 1982年：烈火青春
- 1983年：瘋血
- 1996年：四個32A和一個香蕉少年 飾 Minnie 母親
- 1997年：記得…香蕉成熟時3為妳鍾情 飾 波母親
- 2004年：當碧咸遇上奧雲
- 2005年：龍威父子 飾 Susanna
- 2021年：拆彈專家2 飾 警司

### 節目主持

#### 麗的電視/亞洲電視
- 1980年：荔園小天地
- 1980年：麗的快訊
- 1982年：青少年體育俱樂部
- 1983年：勁運縱橫
- 1987年：亞洲早晨
- 1987年：香港足球什誌
- 1988年：漢城奧運會
- 1989年：亞視煙花照萬家
- 1989年：晨早直播室
- 1992年：巴塞隆拿奧運會
- 1996年：亞特蘭大奧運會
- 2008年：第二十九屆奧林匹克運動會開幕式
- 2008年：今日法庭
- 2008年：為中國加油
- 2008年：奧運巨星逐個捉
- 2008年：第二十九屆奧林匹克運動會閉幕式

#### 無綫電視
- 1999年：天地最前線 （主持）
- 1999年：活著就是精彩 （主持）
- 1999-2004年：萬千星輝賀台慶 （司儀）
- 1999年：跨世紀錄香港同心齊共創 （司儀）
- 2000年：奧運前哨站 （主持）
- 2000年：奧運大玩特玩 （主持）
- 2000年：奧運第一現場  （主持）
- 2001-2003年：歡樂滿東華 （司儀）
- 2004年：獅子山下念霑叔   （主持）
- 2006年：貝沙灣：生活、藝術、家 （嘉賓）
- 2010年：名人廚房（第8集） （嘉賓）
- 2012年：倫敦奧運開幕大派對（顧紀筠代表亞洲電視出席）  （主持）
- 2024年：萬千星輝賀台慶  （司儀）

#### NEW TV
- 2020年：顧老闆．請客

#### 新城電台
- 愛書才會贏（新城財經台）[41]

## 參與節目

### 嘉賓
- 2000年：智尊打吡賽（無綫電視）
- 2012年：亞視百人（第59集；亞洲電視）
- 2015年：往事 ‧ 並不如煙（有線電視）
- 2015年：永遠懷念您邱德根先生（亞洲電視）
- 2017年：屋邨遊樂團（第4集；無綫電視）
- 2019年：放學後（第5集；香港開電視）
- 2023年：請客必食18道菜（無綫電視）
- 2024年：拍檔廚房（無綫電視）

### 演出
- 2000年：萬眾同心公益金（「公益開心百萬騷」環節、無綫電視）

## 著作
- 2000年：生活就是簡單
- 2001年：給親愛的 關於成長的70封信
- 2001年：一步一腳印
- 2001年：一切從心開始
- 2002年：聞思修自在
- 2002年：溫柔就是力量
- 2003年：我思顧我在
- 2003年：一分鐘的光環
- 2004年：起落煩心
- 2005年：老媽的智慧

## 外部連結
- 顧紀筠的Facebook專頁
- 顧紀筠採訪獲得奧運會金牌的李麗珊，香港經濟日報，2000年9月15日 （页面存档备份，存于）
- 顧紀筠的Instagram帳戶
- 顧紀筠在香港影庫上的簡介